# عثمان الجحيشي
عثمان إبراهيم محمود الجحيشي (1 كانون الثاني 1974 - ) سياسي عراقي تسلّم منصب رئيس ديوان الوقف السني في 8 آب سنة 2022 خلفاً لعبد الخالق مدحت العزاوي، وهو عضو في مجلس النواب العراقي أُعلن عن إعفاء الجحيشي من منصبهِ يوم الثلاثاء 1 تشرين الثاني سنة 2022.

## سيرته الشخصية
ولد عثمان بن إبراهيم الجحيشي في الأول من شهر كانون الثاني عام 1974 في مدينة بغداد عاصمة العراق. وحصل على شهادة الدكتوراه من جامعة بغداد.